# Phoenix Hagen

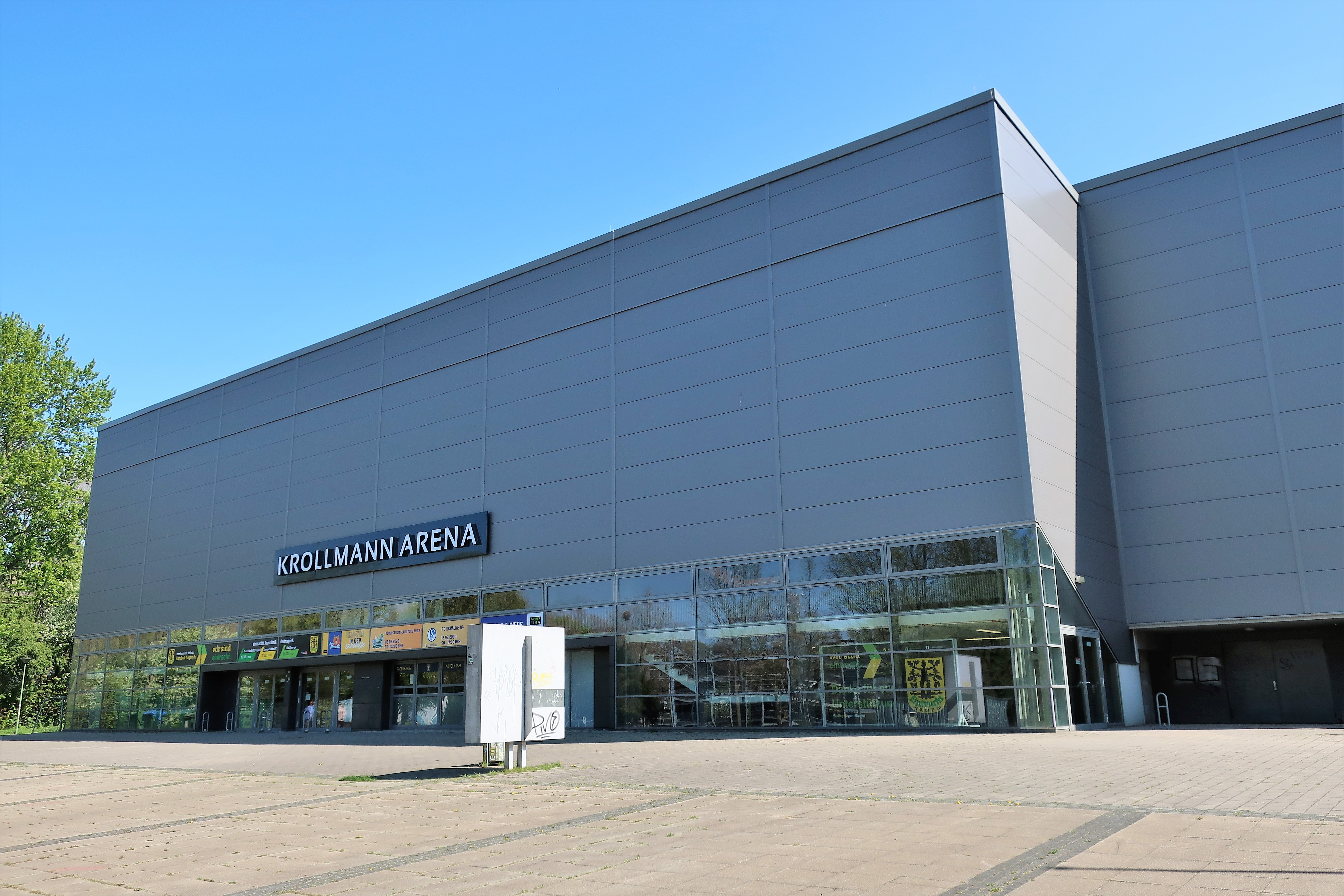
Die Krollmann Arena, Spielstätte von Phoenix Hagen

Phoenix Hagen ist ein deutscher Basketballklub aus Hagen, der aus der Zweitligamannschaft der BG DEK/Fichte Hagen (genannt BG Hagen) im Jahre 2004 hervorging.
Die Phoenix Hagen GmbH hatte bis auf Weiteres die Lizenz von BG Hagen für die 2. Basketball-Bundesliga Pro A gemietet. Die Anfang 2015 neu gegründete Basketball Hagen GmbH & Co. KGaA ist seit der Saison 2015/16 für den Spielbetrieb verantwortlich. Phoenix Hagen ist nicht – wie von vielen Medien behauptet – der Nachfolgeverein von Brandt Hagen. Der Nachfolgeverein von Brandt Hagen war der BBV Hagen.
Die Mannschaft setzte sich in den Anfangsjahren in erster Linie aus in der Region aufgewachsenen Spielern zusammen, was im Gegensatz zu den meisten Profivereinen im deutschen Basketball steht. Später bestand der Kader allerdings, wie bei den meisten Erstligamannschaften, zu großen Teilen aus amerikanischen Spielern. Ab 2009 spielte die Mannschaft in der Basketball-Bundesliga. Im Oktober 2016 meldete Phoenix Insolvenz an, im Folgemonat wurde der Mannschaft seitens der Bundesliga-Leitung die Lizenz entzogen. Seit der Saison 2017/18 geht Phoenix in der ProA an den Start.
Ab der Saison 2008/09 gab es ein Damen-Team namens „Phoenix Ladies“, die in der zweiten Basketball-Bundesliga gespielt haben. Die Spielerinnen stammten aus einer Kooperation mit dem TSV Hagen 1860 und spielten in der Saison 2007/08 als „Tessari-Baskets“. Seit der Saison 2014/15 gibt es kein Damenteam mehr.

## Spielstätte und Fans
Die Heimspiele von Phoenix Hagen wurden bis zum Ende der Saison 2008/09 in der Ischelandhalle ausgetragen, die bis dato Platz für 1.800 Zuschauer bot. Unter den Zuschauern finden sich regelmäßig wiederkehrende Fangruppen wie die „Tornados Hagen“ oder die „G-Blocker“. Die Cheerleader von Phoenix Hagen sind das Phoenix Hagen Dance Team. Maskottchen des Vereines ist „Felix“. Die Stehplätze befinden sich im hinteren Bereich der Zuschauerränge. Dieser Bereich wird von den Fans der „Heuboden“ genannt. Durch den leicht trapezförmigen Aufbau des Innenraums entsteht von dort aus eine beeindruckende Akustik. Von dort oben werden die Fan-Gesänge der „Tornados Hagen“ angestimmt.
Mit dem Aufstieg wurde die Ischelandhalle mit 1.800 Plätzen allerdings zu klein für die Anforderungen der Basketball-Bundesliga. Um diesen gerecht zu werden, musste eine neue Spielhalle gefunden werden. Daher erfolgte in den Sommermonaten 2009 der Umbau der Injoy Halle in Hagen-Hohenlimburg. Diese diente zuvor einem Fitness-Studio als Tennis- und Badmintonhalle. Nach dem Umbau bot sie Platz für 3.013 Besucher, hieß für die Saison 2009/10 Phoenix-Halle und war für diese Zeit die neue Heimstätte von Phoenix Hagen.
Während der Saison 2009/10 begann der große Umbau der alten Ischelandhalle, die für die Basketball-Bundesliga (BBL) ein Fassungsvermögen von mindestens 3.000 Plätzen benötigte. An den schmalen Seiten des Spielfeldes wurde die Halle erweitert und neue, größere Sitz- und Stehplatztribünen wurden installiert. Zum zweiten Heimspiel der Saison 2010/11 stand dann die inzwischen zur Wiedereröffnung in Enervie Arena umbenannte Halle mit erweitertem Fassungsvermögen von 3.095 Zuschauern, davon 2.045 Sitz-, 1.020 Steh- und 30 Rollstuhlplätzen, wieder zur Verfügung.
Zunächst hatte Phoenix Hagen mit der BBL vereinbart, die ersten Heimspiele der Saison 2010/11 auswärts stattfinden zu lassen, damit die Arbeiten abgeschlossen werden können. Diese Regelung wurde letztendlich nur für das erste Heimspiel gegen die Brose Baskets Bamberg nötig, das am 8. Oktober 2010 in der Dortmunder Westfalenhalle 1 ausgetragen wurde.

## Saisonbilanzen
Am 25. April 2009 besiegte Phoenix Hagen im letzten Spiel der ProA-Saison 2008/09 die Bremen Roosters mit 111:69 und belegte damit den zweiten Tabellenplatz. Somit sicherte sich die Mannschaft um Kapitän Matthias Grothe – zumindest sportlich gesehen – einen Aufstiegsplatz in die Basketball-Bundesliga. Nachdem zunächst über die Zugehörigkeit des Vereins zu dieser Spielklasse in der Saison 2009/10 Ungewissheit geherrscht hatte, da Phoenix von der BBL keine Lizenz mangels geeigneter Spielstätte und fehlender wirtschaftlicher Voraussetzungen erhalten hatte, wurde seitens der BBL am 8. Mai 2009 mitgeteilt, dass die Spielberechtigung nun doch erteilt wurde.
In der Saison 2009/2010 erreichte Phoenix Hagen das Saisonziel, den Klassenerhalt in der 1. Basketball-Bundesliga, mit einem Punkt Vorsprung auf den ersten Abstiegsplatz.
In der zweiten BBL-Saison 2010/11 belegten die Volmestädter nach einem Sieg im letzten Heimspiel gegen Gießen bei gleichzeitiger Niederlage von Tübingen am Ende den 11. Tabellenplatz. Damit waren die Hagener in dieser Saison das beste Team Nordrhein-Westfalens vor Bonn (13.) und Düsseldorf (18.)
Die Saison 2011/12 verbrachte das Team von Phoenix Hagen die meiste Zeit im Tabellenkeller. Erst am letzten Spieltag konnte Hagen durch einen 85:72-Sieg in einem Do-or-Die - Match gegen die LTi Gießen 46ers den Klassenerhalt feiern. In der Abschlusstabelle belegte die Mannschaft den 15. Platz.
Die Spielzeit 2012/13 wurde zur bislang erfolgreichsten Saison von Phoenix Hagen seit dem Aufstieg in die Beletage des deutschen Basketballs. Am letzten Spieltag schaffte es die Mannschaft von Ingo Freyer Platz acht zu verteidigen und damit erstmals die Playoffs zu erreichen. Dort traf das Team auf Meister Brose Baskets Bamberg. Gegen Bamberg konnte Hagen ein Heimspiel gewinnen, schied aber trotzdem nach vier Spielen mit 1:3 Siegen aus.
Am 19. Oktober 2016 gab die Basketball Hagen GmbH & Co. KGaA bekannt, einen Antrag auf ein Insolvenzverfahren in Eigenverwaltung gestellt zu haben. In einer Stellungnahme hieß es, die angespannte wirtschaftliche Situation sei auf „rückläufige Zuschauerzahlen und ausbleibende Sponsoreneinnahmen“ zurückzuführen. Nach der Einreichung des Insolvenzantrages bekam Hagen in der Bundesligatabelle vier Punkte abgezogen. Am 30. November 2016 folgte dann das Saisonaus, die Basketball-Bundesliga entzog Phoenix mit augenblicklicher Wirkung die Lizenz, die Mannschaft stand somit als erster Absteiger der Saison 2016/17 fest. Als Begründung nannte die Liga unter anderem „die fehlende wirtschaftliche Leistungsfähigkeit für die verbleibende Spielzeit 2016/2017“. Im Februar 2017 gab der Verein bekannt, den Neuaufbau ohne Ingo Freyer anzugehen, der zuvor seit 2007 das Traineramt bekleidete, die Mannschaft 2009 zum Bundesliga-Aufstieg und anschließend stets zum Klassenerhalt in der höchsten deutschen Spielklasse führte. Als neuer Trainer (ab Saison 2017/18) wurde der langjährige Phoenix-Führungsspieler Matthias Grothe verpflichtet, der seit seinem Karriereende die Mannschaft von Kooperationspartner Iserlohn Kangaroos trainiert und den Posten des Phoenix-Jugendkoordinators innehatte. Im Mai 2017 wurde Phoenix die Lizenz für die ProA-Saison 2017/18 erteilt.
Da Grothe aufgrund einer Krebserkrankung für eine unbestimmte Zeit ausfiel, wurde Dietmar Günther im September 2017 übergangsweise als Cheftrainer eingesetzt. Grothe starb am 31. Oktober 2017. Zum 18. Dezember 2017 gab Günther sein Traineramt auf eigenen Wunsch an Kevin Magdowski ab.
Am 10. November 2018 wurde Magdowski aufgrund der „anhaltenden Negativentwicklung“ freigestellt,
die Mannschaft hatte am Vortag mit 87:113 gegen Tübingen verloren und stand auf dem vorletzten Tabellenplatz. Nachfolger Magdowskis wurde der Kanadier Chris Harris.
In der Saison 2022/2023 konnte sich Phoenix Hagen für die Play-offs der ProA qualifizieren. Man erreichte den achten Platz in der Hauptrunde, schied dann aber in der ersten Runde gegen SC Rasta Vechta aus. Die Qualifikation gelang ist der Saison 2023/2024 erneut. Die Mannschaft erreicht Platz 3 und schied im Halbfinale gegen PS Karlsruhe LIONS aus.

## Kader

### Kader 2024/2025
| Spieler | Spieler            | Spieler                | Spieler    | Spieler | Spieler    | Spieler        |
| Nr.     | Nat.               | Name                   | Geburt     | Größe   | Info       | Letzter Verein |
| ------- | ------------------ | ---------------------- | ---------- | ------- | ---------- | -------------- |
| 2       | Deutschland        | Dennis Nawrocki        | 08.12.1992 | 1,92 m  | {{{info}}} | {{{von}}}      |
| 4       | Deutschland        | Bjarne Kraushaar       | 12.06.1999 | 1,90 m  | {{{info}}} | {{{von}}}      |
| 7       | Vereinigte Staaten | Devonte McCall         | 29.03.1998 | 1,98 m  | {{{info}}} | {{{von}}}      |
| 10      | Deutschland        | Finn Pook (DL)         | 06.02.2004 | 1,93 m  | {{{info}}} | {{{von}}}      |
| 11      | Deutschland        | Marvin Omuvwie         | 11.07.1997 | 1,95 m  | {{{info}}} | {{{von}}}      |
| 14      | Vereinigte Staaten | Tyler Stephenson-Moore | 19.08.2001 | 1,91 m  | {{{info}}} | {{{von}}}      |
| 21      | Deutschland        | Tim Uhlemann           | 09.04.1999 | 2,03 m  | {{{info}}} | {{{von}}}      |
| 31      | Danemark           | Peter Beier (DL)       | 25.03.2002 | 2,04 m  | {{{info}}} | {{{von}}}      |
| 33      | Vereinigte Staaten | Naz Bohannon           | 22.01.1999 | 1,98 m  | {{{info}}} | {{{von}}}      |
| 51      | Deutschland        | Lennart Boner          | 05.01.1993 | 2,09 m  | {{{info}}} | {{{von}}}      |
| 55      | Deutschland        | Ralph Hounnou          | 16.01.2002 | 1,92 m  | {{{info}}} | {{{von}}}      |
| 89      | Vereinigte Staaten | Sincere Carry          | 15.09.1999 | 1,85 m  | {{{info}}} | {{{von}}}      |

| Trainer     | Trainer                   | Trainer          |
| Nat.        | Name                      | Position         |
| ----------- | ------------------------- | ---------------- |
| Kanada      | Christopher Robert Harris | Cheftrainer      |
| Deutschland | Johannes Hülsmann         | Trainerassistent |
| Deutschland | Nils Scheller             | Trainerassistent |

| Legende                 | Legende                 |
| Abk.                    | Bedeutung               |
| ----------------------- | ----------------------- |
| (C)                     | Mannschaftskapitän      |
|                         | Langfristige Verletzung |
| DL                      | Doppellizenz-Spieler    |
| Quellen                 |                         |
| Teamhomepage            |                         |
| Ligahomepage            |                         |
| Stand: 20. Februar 2020 |                         |

| Legende                 | Legende                 |
| Abk.                    | Bedeutung               |
| ----------------------- | ----------------------- |
| (C)                     | Mannschaftskapitän      |
|                         | Langfristige Verletzung |
| DL                      | Doppellizenz-Spieler    |
| Quellen                 |                         |
| Teamhomepage            |                         |
| Ligahomepage            |                         |
| Stand: 20. Februar 2020 |                         |

## Trainer
| Amtszeit        | Trainer                          |
| --------------- | -------------------------------- |
| 2004–2006       | Tome Zdravevski                  |
| 2006–2007       | Ralf Risse                       |
| 2007–2016       | Ingo Freyer                      |
| 2017            | Matthias Grothe                  |
| 09/2017–12/2017 | Dietmar Günther (übergangsweise) |
| 12/2017–11/2018 | Kevin Magdowski                  |
| 11/2018         | Tobit Schneider (übergangsweise) |
| 11/2018–        | Chris Harris                     |

## Bestmarken in Erstliga-Spielzeiten
| Saison  | Punkte                             | Rebounds                     | Assists                       | Steals                       | Blocks                    |
| ------- | ---------------------------------- | ---------------------------- | ----------------------------- | ---------------------------- | ------------------------- |
| 2009/10 | Chase Griffin 449 (13,2 pro Spiel) | Jonathan Kale 231 (7,0)      | Michael-Hakim Jordan 86 (5,1) | Quentin Pryor 35 (1,1)       | John Turek 40 (1,4)       |
| 2010/11 | Mark Dorris 520 (15,3 pro Spiel)   | Jacob Burtschi 227 (6,9)     | Mark Dorris 121 (3,6)         | Jacob Burtschi 51 (1,6)      | Edward Seward 24 (1,1)    |
| 2011/12 | Davin White 190 (17,3 pro Spiel)   | Žygimantas Jonušas 154 (4,7) | Brandon Brooks 93 (3,3)       | Marc Antonio Carter 40 (1,2) | Adam Constantine 21 (0,9) |
| 2012/13 | Davin White 649 (17,1 pro Spiel)   | Larry Gordon 245 (6,5)       | Davin White 160 (4,2)         | Davin White 74 (2,0)         | Dino Gregory 60 (1,6)     |
| 2013/14 | David Bell 549 (16,1 pro Spiel)    | Larry Gordon 258 (7,6)       | David Bell 84 (2,5)           | Mark Dorris 40 (1,2)         | Keith Ramsey 43 (1,3)     |
| 2014/15 | David Bell 495 (17,7 pro Spiel)    | Keith Ramsey 198 (6,2)       | David Bell 105 (3,8)          | David Bell 47 (1,7)          | Keith Ramsey 34 (1,1)     |

(Stand: Mai 2015)

## Rekorde
Stand: 25. Oktober 2014, nur Erstliga-Ergebnisse

### Höchste Siege
| Heimspiel - 100:60 (+40) gegen medi Bayreuth am 12. Dezember 2015 - 89:62 (+27) gegen EWE Baskets Oldenburg am 13. November 2010 - 96:71 (+25) gegen EnBW Ludwigsburg am 17. April 2010 | Auswärtsspiel - 77:107 (+30) bei Eisbären Bremerhaven am 15. Oktober 2010 - 68:89 (+21) bei Neckar Riesen Ludwigsburg am 27. Dezember 2012 - 83:102 (+19) bei New Yorker Phantoms am 30. März 2013 |

### Höchste Niederlagen
| Heimspiel - 83:122 (−39) gegen EWE Baskets Oldenburg am 25. Oktober 2014 - 50:83 (−33) gegen ALBA Berlin am 13. März 2010 - 76:106 (−30) gegen Brose Baskets am 30. Oktober 2011 - 64:93 (−29) gegen Skyliners Frankfurt am 17. November 2009 | Auswärtsspiel - 116:64 (−52) bei ratiopharm Ulm am 19. November 2016 - 113:62 (−51) bei EWE Baskets Oldenburg am 24. November 2012 - 109:59 (−50) bei Artland Dragons am 2. Januar 2012 - 92:47 (−45) bei Fraport Skyliners am 11. April 2012 |

## Nachwuchsteam
Die Phoenix Hagen Juniors spielen recht erfolgreich in der Division Nordwest der Nachwuchs-Basketball-Bundesliga (NBBL).
Im ersten Jahr der NBBL wurden die Phoenix Hagen Juniors deutscher Vizemeister der Nachwuchs-Basketball-Bundesliga. Seit März 2016 kooperiert die Jugendabteilung von Phoenix Hagen mit der des FC Schalke 04.

## Ehemalige Spieler

### Nicht mehr zu vergebende Trikotnummern
- # 09  Matthias Grothe († 2017) (Grothe hatte seit Vereinsgründung die Mannschaft als Kapitän geleitet)
- # 15  Bernd Kruel (der „Storch“ spielte 16 Jahre seiner 21-jährigen Karriere in Hagen)
- # 05  David Bell (2010/11; 2012–2016)

### Weitere wichtige Spieler
- Adam Baumann (2004–2008)
- David Bell (2010/11; 2012–2016)
- Mark Dorris (2010/11; 2012–2014)
- Chase Griffin (2008–2010)
- Larry Gordon (2012–2015)
- Per Günther (2006–2008)
- /  Adam Hess (2012/13; 2015–2016)
- Zygimantas Jonusas (2010–2012)
- J. J. Mann (2015–2016; 2022–2023)
- Quentin Pryor (2008–2011)
- Dominik Spohr (2006–2012 und 2017–2022)
- Davin White (2012–2013)

## Trivia
Im Herbst 2008 begannen die Dreharbeiten zu dem Kinofilm Hangtime – Kein leichtes Spiel, der die Geschichte eines ungleichen Brüderpaares im Umfeld von Phoenix Hagen zum Thema hat. Hierbei übernahmen auch die Spieler Filmrollen, wenngleich teilweise unter anderen Namen. Regie führte Wolfgang Groos. Der Film lief am 15. Oktober 2009 in den deutschen Kinos an.
Im Jahr 2011 wurde der Kinofilm Phoenix in der Asche veröffentlicht.
Dieser Dokumentarfilm begleitete das Team von Phoenix Hagen in der Saison 2009/2010 und lieferte Einblicke in das Innenleben eines deutschen Bundesliga-Basketballteams.